# کاشکاروو (شهرستان میاکینسکی، باشقیرستان)
کاشکاروو (انگلیسی: Kashkarovo, Miyakinsky District, Republic of Bashkortostan) یک شهرک در شهرستان میاکینسکی استان باشقیرستان کشور روسیه است.